# Ягодное (Волынская область)
Ягодное (укр. Ягідне) — село в Овадновской сельской общине Владимирского района Волынской области Украины.
До 2020 года входило в Турийский район.
Код КОАТУУ — 0725580804. Население по переписи 2001 года составляет 252 человека. Почтовый индекс — 44836. Телефонный код — 3363. Занимает площадь 1,114 км².